# Neue Heimat Oberösterreich
Die NEUE HEIMAT Oberösterreich Gemeinnützige Wohnungs- und SiedlungsgesmbH. (kurz: Neue Heimat) ist ein im Jahr 1939 gegründetes Wohnungsunternehmen mit Sitz in Linz und ist eine Tochtergesellschaft der Vienna Insurance Group. Die Neue Heimat verwaltete im Jahr 2022 31.043 Wohnungseinheiten.
Immobilienverwaltung, Bautechnik und Baumanagement sind die Hauptgeschäftsfelder des Unternehmens. Der Name des Stadtteils Neue Heimat (Linz) leitet sich von dieser Wohnungsgesellschaft ab, die auch die Hitlerbauten und Nachkriegswohnbauten in dem Stadtteil errichtete.
Das Unternehmen ist Mitglied des österreichischen Verbands gemeinnütziger Bauvereinigungen.